# Marginalavkastning
Marginalavkastning är den nationalekonomiska termen för den avkastning som ytterligare en satsad resursenhet ger för ett företag.